# サン・ロレンツォ聖堂
サン・ロレンツォ聖堂は、聖ラウレンティウスに捧げられたフィレンツェ歴史地区に位置する最も古い教会の一つに数えられる。この付近にはサン・ロレンツォ市場がある。

## 歴史

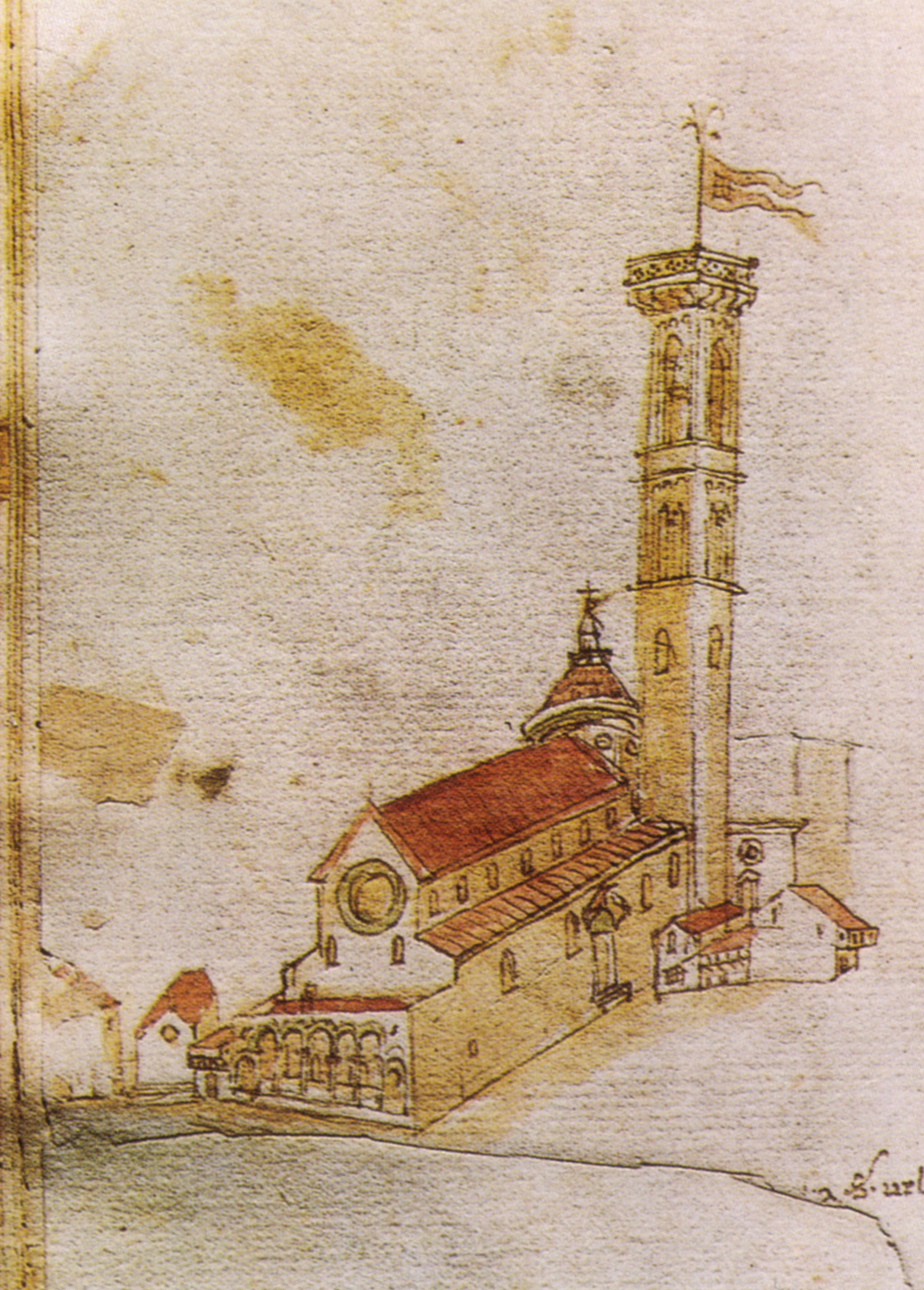
Codice Rusticiに描かれた15世紀のサン・ロレンツォ聖堂

### 起源
サン・ロレンツォ聖堂は伝統的に4世紀ころにアルノ河の支流ムニョーネ川付近の丘の上にユダヤ系の婦人ジュリアーナの寄付のお陰で設立されたと考えられている。既に393年には聖アンブロシウスと聖ザノービ隣席のもと自治都市フィレンツェの司教座大聖堂として殉教聖人ラウレンティウスに奉献された。当時、大多数の初期キリスト教教会と同様に、この地域は市壁の外に位置していた。

### 中世
300年間にわたってサン・ロレンツォ聖堂はフィレンツェ大聖堂として用いられたが、その後、フィレンツェ司教聖ザノービの遺骸がサンタ・レパラータ教会へと厳かに移管されるとともに、サンタ・レパラータ教会へとその地位を譲った。
サン・ロレンツォ聖堂の付近にはトスカーナ女伯マティルデ・ディ・カノッサの住居があったようである。
ブルゴーニュのジェラール司教がニコラウス2世の名で教皇となった際に、教会の拡張工事が行われ、1059年に再度聖別された。この機会に司教座聖堂参事会集会所が建設されると共に教会の脇に回廊が建設されることとなった。

### メディチ家の介入
15世紀初めに司教座聖堂参事会員は聖堂のさらなる拡張を決定したものの、拡張工事は始めのうち大変ゆっくりと進行した。1418年に修道院長マッテオ・ドルフィーニは教会の翼廊を拡張するため、幾つかの住宅を取り壊す許可を都市政庁から得ている。そして1421年8月10日、同院長は拡張工事の開始を祝福するための式典を執り行った。この拡張工事に財政的支援を行なった出資者のなかには、この地域に住んでいた極めて裕福な銀行家ジョヴァンニ・ディ・ビッチ・デ・メディチがおり、恐らく彼が建築家を推挙したと考えられている。その建築家とは、既にジョヴァンニ・デ・メディチのため礼拝堂（今日の旧聖具室）を建設していたフィリッポ・ブルネッレスキである。
教会堂の再建計画は1421年、ドルフィーニの死後にようやく円熟し、ブルネッレスキの関与は一般的に同年以降のことであったと考えられている。
（旧）聖具室が1428年に完成した（1429年にジョヴァンニ・デ・メディチの葬式が執り行われた）一方で、教会の再建工事はなかなか進展しなかった。1441年以降、ジョヴァンニの息子、コジモ・デ・メディチがこの計画を進めることになったが、それでも断続的に行なわれるにとどまった。この時期に、メディチ宮殿を手掛け、もはや年老いたブルネッレスキが開始した数々の建築工事の跡を引き継いでいた若き建築家ミケロッツォにサン・ロレンツォ聖堂の再建工事も引き継がれたものと考えられている。
1457年からアントニオ・マネッティ・チャッケリが工事を指揮し、ほとんどの工事が完成した1461年に主祭壇が聖別された。それから3年後に没したコジモ・デ・メディチは、主祭壇の真下に位置する地下聖堂（クリュプタ）に埋葬された。
以来、サン・ロレンツォ聖堂はメディチ家出身者の埋葬の場となり、家柄が断絶するまで歴代のトスカーナ大公もみなこの場所に埋葬されることとなる。この慣習は、メディチ家の後、トスカーナ大公を継いだロレーナ家の成員にも引き継がれた。

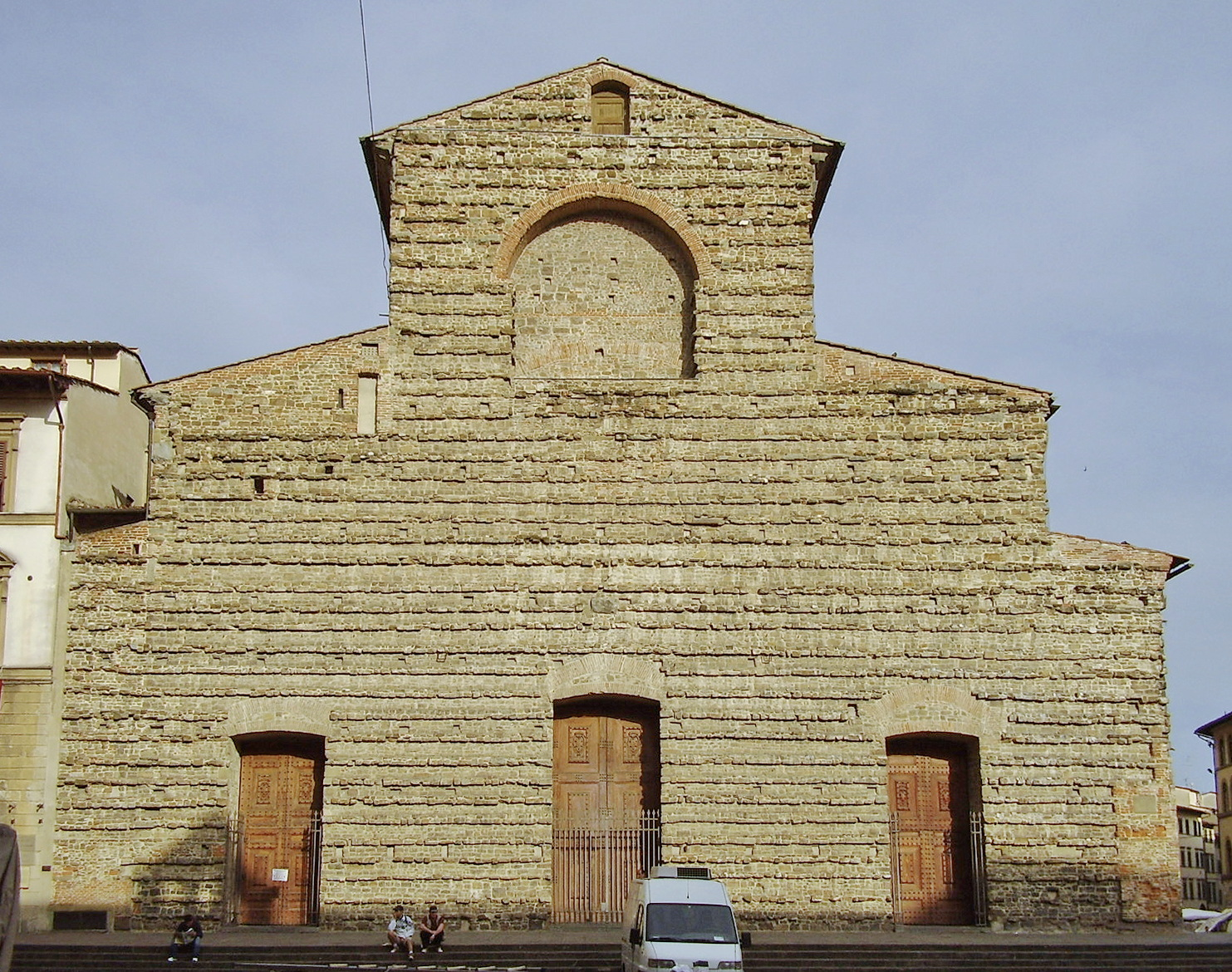
サン・ロレンツォ聖堂のファサード

サン・ロレンツォ聖堂のファサードは未完のまま残されている。メディチ家出身の教皇レオ10世は、ファサード計画のためコンクールを開催し、これにはラッファエッロやジュリアーノ・ダ・サンガッロなど偉大な芸術家たちが参加し、最終的に1518年ミケランジェロにこの仕事を与えた。ミケランジェロは木製の模型を作ったものの、完成するには至らなかった。
教皇レオ10世はさらに、若くして亡くなった甥であるウルビーノ公ロレンツォ(1519年没）と弟ヌムール公ジュリアーノ(1516年没）の墓廟を設置するため、新聖具室を建設するようミケランジェロに依頼した。新聖具室は、ロレンツォ豪華王とその弟ジュリアーノの墓も含める形で完成された。
メディチ家出身のもう一人の教皇クレメンス7世もまた、ミケランジェロにラウレンツィアーナ図書館の建設を依頼することにより、サン・ロレンツォ聖堂の拡張に寄与した。
主祭壇の背後に位置する広大なる「君主の礼拝堂」は、トスカーナ大公フェルディナンド1世・デ・メディチの時代に開始された建築計画である。メディチ家は、メディチ家最後の末裔アンナ・マリア・ルイーザ・デ・メディチが1734年に没した時にもまだこの礼拝堂の支払いを終えていなかった。
小さな鐘楼は、フェエルディナンド・ルッジェーリの建設になり、1740年に遡る。
メディチ家の末裔アンナ・マリアは、サン・ロレンツォ聖堂における最後の重要な作品を注文した。即ち、画家ヴィンチェンツォ・メウッチに≪フィレンツェの守護聖人たちの栄光≫をクーポラに描かせたのである（1742年）。これにより聖歌隊席を彩っていたポントルモのフレスコ画は失われた。

## 建築

### 建築内部：右身廊
聖堂の右身廊に並ぶ礼拝堂には以下のような作品が奉納されている。
第1礼拝堂：ヤコポ・ダ・エンポリ≪聖セバスティアヌスの殉教≫
第2礼拝堂：マニエリスムの画家ロッソ・フィオレンティーノの傑作≪聖母マリアの結婚≫（1523年）
第3礼拝堂：ニッコロ・ラーピ≪聖ラウレンティウスと煉獄の魂≫
第4礼拝堂：ミケーレ・ディ・リドルフィ・デル・ギルランダイオ≪聖母被昇天≫
第5礼拝堂：特筆すべき作品なし
第6礼拝堂：ジローラモ・マッキエッティ≪東方三博士礼拝≫
第7礼拝堂：特筆すべき作品なし
翼廊に接する壁面にはデジデリオ・ダ・セッティニャーノによる聖体容器（1460年頃）が設置されている。この前面には、ドナテッロによる後期作品の傑作≪復活の説教譚≫が、≪受難の説教譚≫と対を成す形で設置されている。

### 建築内部：翼廊左翼
聖堂左身廊の主祭壇に最も近い礼拝堂は、「聖コスマとダミアーノの礼拝堂」もしくは「聖遺物礼拝堂」と呼ばれ、聖堂に寄贈された数々の聖遺物が収める木製の戸棚が置かれている。祭壇には14世紀に制作された聖母子像が掲げられている。
「聖遺物礼拝堂」の隣に位置する「マルテッリ家の礼拝堂」には、地下聖堂に眠る彫刻ドナテッロに捧げられた記念碑（1896年）に加え、二点の重要なルネサンス期の作品が置かれている。すなわち、ドナテッロの手になる≪マルテッリ家の石棺≫（1455年頃）と、フィリッポ・リッピによる祭壇画≪マルテッリ家の受胎告知≫（1450年頃）である。

### 建築内部：左身廊
左身廊の翼廊に近い壁面は、メディチ家の宮廷肖像画家として名を馳せたアーニョロ・ブロンズィーノによる後期作品≪聖ラウレンティウスの殉教≫を表す大きなフレスコ画で飾られている（1565-1569年）。
このフレスコ画の正面にはドナテッロによる≪受難の説教譚≫が設置されている。

## 注記
メディチ家礼拝堂（旧聖具室、新聖具室、君主の礼拝堂）の入口は、サン・ロレンツォ聖堂の裏手にある別の入場口から入る。
（開館時間：月曜～日曜、8時15分～14時（但し、第2・第4日曜日、第1・第3・第5月曜日、元旦、5月1日、12月25日を除く））